# 黑林格-特普利茨定理
黑林格-特普利茨定理是數學泛函分析的定理，以德國數學家恩斯特·黑林格和奧托·特普利茨命名。

## 敘述
設{\displaystyle {\mathcal {H}}}為希爾伯特空間，{\displaystyle T:{\mathcal {H}}\rightarrow {\mathcal {H}}}是處處定義的對稱線性算子，即對任意{\displaystyle x,\,y\in {\mathcal {H}}}都有等式
{\displaystyle \langle Tx,y\rangle =\langle x,Ty\rangle }。
那麼，{\displaystyle T}有界（因此也是連續）。

### 證明
從閉圖像定理可知，只需證明：如果序列{\displaystyle (x_{n})_{n\in \mathbb {N} }}趨於0，{\displaystyle y:=\lim _{n\rightarrow \infty }Tx_{n}}，那麼{\displaystyle y=0}。因為內積在{\displaystyle {\mathcal {H}}}上連續，故得
{\displaystyle {\begin{aligned}\langle y,y\rangle &=\langle \lim _{n\rightarrow \infty }Tx_{n},y\rangle \\&=\lim _{n\rightarrow \infty }\langle Tx_{n},y\rangle \\&=\lim _{n\rightarrow \infty }\langle x_{n},Ty\rangle \\&=\langle \lim _{n\rightarrow \infty }x_{n},Ty\rangle \\&=\langle 0,Ty\rangle \\&=0\end{aligned}}}
所以{\displaystyle y=0}。

## 推論
- 任何對稱且在{\displaystyle {\mathcal {H}}}上處處定義的算子是自伴算子。
- 無界自伴算子最多只能定義在希爾伯特空間的一個稠密子集上。

## 物理結果
這定理帶出了量子力學的數學基礎的一些技術難題。量子力學中的可觀察量對應到某個希爾伯特空間上的自伴算符，但一些可觀察量（如能量）的算符是無界的。這定理說這些算符不能處處定義，只能定義在稠密子集上。
以量子諧振子為例。這時希爾伯特空間是{\displaystyle L^{2}(\mathbb {R} )}，即{\displaystyle \mathbb {R} }上平方可積函數空間，能量算符{\displaystyle H}定義為（設其單位選取使得{\displaystyle \hbar =m=\omega =1}）
{\displaystyle [Hf](x)=-{\frac {1}{2}}{\frac {{\mbox{d}}^{2}}{{\mbox{d}}x^{2}}}f(x)+{\frac {1}{2}}x^{2}f(x).}
這算符是自伴無界的（其特徵值為1/2, 3/2, 5/2, ...），所以不能在整個{\displaystyle L^{2}(\mathbb {R} )}上定義。